# Torneo de Makarska 2023
El Makarska International Championships 2023 fue un torneo de tenis profesional jugado en canchas de tierra batida. Se trató de la 17.ª edición del torneo que formó parte de los Torneos WTA 125s en 2023. Se llevó a cabo en Makarska, Croacia, entre el 6 al 11 de junio de 2023.

## Cabezas de serie

### Individuales
| Tenista          | Ranking | Preclasificada |
| Linda Nosková    | 50      | 1              |
| Jasmine Paolini  | 53      | 2              |
| Mayar Sherif     | 54      | 3              |
| Peyton Stearns   | 63      | 4              |
| Diane Parry      | 79      | 5              |
| Kateryna Baindl  | 83      | 6              |
| Rebecca Peterson | 87      | 7              |
| Dalma Gálfi      | 98      | 8              |

- Ranking del 29 de mayo de 2023

### Dobles
| Tenista                          | Ranking | Preclasificada |
| Makoto Ninomiya Alexandra Panova | 113     | 1              |
| Ingrid Neel Wu Fang-hsien        | 144     | 2              |

## Campeonas

### Individuales femeninos
Mayar Sherif venció a  Jasmine Paolini por 2–6, 7–6(6), 7–5

### Dobles femenino
Ingrid Neel /  Wu Fang-hsien vencieron a  Anna Sisková /  Renata Voráčová por 6–3, 7–5